# Le Bizot
Cet article possède un paronyme, voir Bizot.
Le Bizot est une commune française située dans le département du Doubs, la région culturelle et historique de Franche-Comté et la région administrative Bourgogne-Franche-Comté. Le Bizot est labellisé Cités de caractère de Bourgogne Franche-Comté.
Ses habitants sont appelés les Gayots et Gayotes.

## Géographie

### Toponymie
Le Buisat en 1325 ; Bisat au XIVe siècle ; La communauté dit Bisot en 1487 ; Biseto en 1544 ; Bisot au XVIe siècle ; Le Bisot en 1586 ; Byot en 1629 ; Bisot en 1748.

### Climat
Pour des articles plus généraux, voir Climat de la Bourgogne-Franche-Comté et Climat du Doubs.
En 2010, le climat de la commune est de type climat de montagne, selon une étude du Centre national de la recherche scientifique s'appuyant sur une série de données couvrant la période 1971-2000. En 2020, Météo-France publie une typologie des climats de la France métropolitaine dans laquelle la commune est exposée à un climat de montagne ou de marges de montagne et est dans la région climatique  Jura, caractérisée par une forte pluviométrie en toutes saisons (1 000 à 1 500 mm/an), des hivers rigoureux et un ensoleillement médiocre. 
Pour la période 1971-2000, la température annuelle moyenne est de 7 °C, avec une amplitude thermique annuelle de 16,4 °C. Le cumul annuel moyen de précipitations est de 1 466 mm, avec 12,7 jours de précipitations en janvier et 11,4 jours en juillet. Pour la période 1991-2020, la température moyenne annuelle observée sur la station météorologique de Météo-France la plus proche, « Le Russey », sur la commune du Russey à 5 km à vol d'oiseau, est de 7,9 °C et le cumul annuel moyen de précipitations est de 1 667,0 mm. 
La température maximale relevée sur cette station est de 36 °C, atteinte le 25 juillet 2019 ; la température minimale est de −32 °C, atteinte le 9 janvier 1985,,. 
Les paramètres climatiques de la commune ont été estimés pour le milieu du siècle (2041-2070) selon différents scénarios d'émission de gaz à effet de serre à partir des nouvelles projections climatiques de référence DRIAS-2020. Ils sont consultables sur un site dédié publié par Météo-France en novembre 2022.

## Urbanisme

### Typologie
Au 1er janvier 2024, Le Bizot est catégorisée commune rurale à habitat dispersé, selon la nouvelle grille communale de densité à 7 niveaux définie par l'Insee en 2022.
Elle est située hors unité urbaine. Par ailleurs la commune fait partie de l'aire d'attraction de Morteau, dont elle est une commune de la couronne,. Cette aire, qui regroupe 21 communes, est catégorisée dans les aires de moins de 50 000 habitants,.

### Occupation des sols
L'occupation des sols de la commune, telle qu'elle ressort de la base de données européenne d’occupation biophysique des sols Corine Land Cover (CLC), est marquée par l'importance des territoires agricoles (57,8 % en 2018), une proportion sensiblement équivalente à celle de 1990 (58,3 %). La répartition détaillée en 2018 est la suivante : 
forêts (34,2 %), prairies (33,3 %), zones agricoles hétérogènes (24,5 %), zones humides intérieures (7,2 %), milieux à végétation arbustive et/ou herbacée (0,8 %). L'évolution de l’occupation des sols de la commune et de ses infrastructures peut être observée sur les différentes représentations cartographiques du territoire : la carte de Cassini (XVIIIe siècle), la carte d'état-major (1820-1866) et les cartes ou photos aériennes de l'IGN pour la période actuelle (1950 à aujourd'hui).

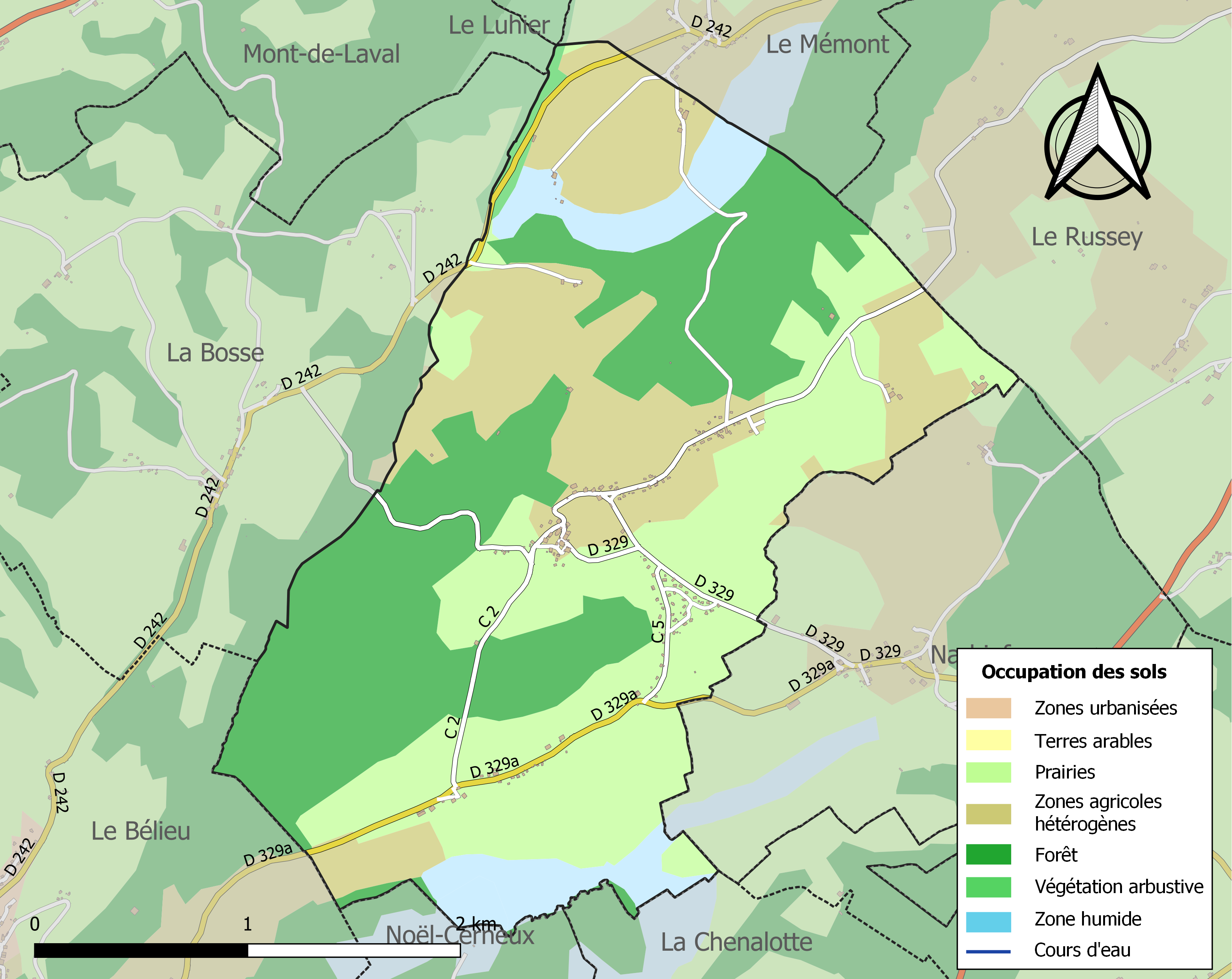
Carte des infrastructures et de l'occupation des sols de la commune en 2018 (CLC).

## Histoire
Au Moyen Âge, le village était divisé entre deux familles : le sire de Montfaucon qui avait construit le château de Réaumont au Bélieu, et sa nièce Jeanne, épouse de Louis de Neuchâtel. En décembre 1331, les deux familles s'accordèrent pour bâtir une église, faisant du Bizot  la capitale religieuse du fief.

## Héraldique
| Blason de Bizot (Le) | Blason  | D'or à la bande de sable chargé d'une bande d'argent surchargée de trois chevrons de gueules et accompagnée en chef et en pointe de deux bars adossés d'azur. |
| Blason de Bizot (Le) | Détails | Le statut officiel du blason reste à déterminer. |

Blason dû à Jean-Marie Thiébaud et adopté en 2010.

## Politique et administration
| Période                                  | Période  | Identité       | Étiquette | Qualité |
| ---------------------------------------- | -------- | -------------- | --------- | ------- |
| août 2002                                | 2008     | Claude Donnet  |           |         |
| mai 2008                                 | 2020     | Maryse Mainier |           |         |
| 2020                                     | En cours | Marlène Renaud |           |         |
| Les données manquantes sont à compléter. |          |                |           |         |

## Démographie
L'évolution du nombre d'habitants est connue à travers les recensements de la population effectués dans la commune depuis 1793. Pour les communes de moins de 10 000 habitants, une enquête de recensement portant sur toute la population est réalisée tous les cinq ans, les populations de référence des années intermédiaires étant quant à elles estimées par interpolation ou extrapolation. Pour la commune, le premier recensement exhaustif entrant dans le cadre du nouveau dispositif a été réalisé en 2005.

En 2022, la commune comptait 304 habitants, en évolution de −1,62 % par rapport à 2016 (Doubs : +1,88 %, France hors Mayotte : +2,11 %).
| 1793 | 1800 | 1806 | 1821 | 1831 | 1836 | 1841 | 1846 | 1851 |
| ---- | ---- | ---- | ---- | ---- | ---- | ---- | ---- | ---- |
| 288  | 255  | 307  | 298  | 320  | 290  | 295  | 303  | 310  |

| 1856 | 1861 | 1866 | 1872 | 1876 | 1881 | 1886 | 1891 | 1896 |
| ---- | ---- | ---- | ---- | ---- | ---- | ---- | ---- | ---- |
| 249  | 240  | 253  | 243  | 243  | 221  | 226  | 231  | 246  |

| 1901 | 1906 | 1911 | 1921 | 1926 | 1931 | 1936 | 1946 | 1954 |
| ---- | ---- | ---- | ---- | ---- | ---- | ---- | ---- | ---- |
| 241  | 206  | 193  | 188  | 172  | 192  | 188  | 155  | 146  |

| 1962 | 1968 | 1975 | 1982 | 1990 | 1999 | 2005 | 2006 | 2010 |
| ---- | ---- | ---- | ---- | ---- | ---- | ---- | ---- | ---- |
| 140  | 129  | 94   | 131  | 146  | 198  | 243  | 242  | 267  |

| 2015 | 2020 | 2022 | - | - | - | - | - | - |
| ---- | ---- | ---- | - | - | - | - | - | - |
| 302  | 297  | 304  | - | - | - | - | - | - |

## Lieux et monuments
Son riche patrimoine rural a permis à la commune d'être labellisée Cité de Caractère de Bourgogne-Franche-Comté en 2019
- L'église Saint-Georges du XIVe siècle, classée monument historique en 1969.
- La Maison de justice du XVIe siècle, inscrite monument historique en 2001.
- La Chapelle Notre-Dame de Lourdes édifiée en 1868, dix années après les premières apparitions survenues à Lourdes.
- Le lavoir semi-circulaire.

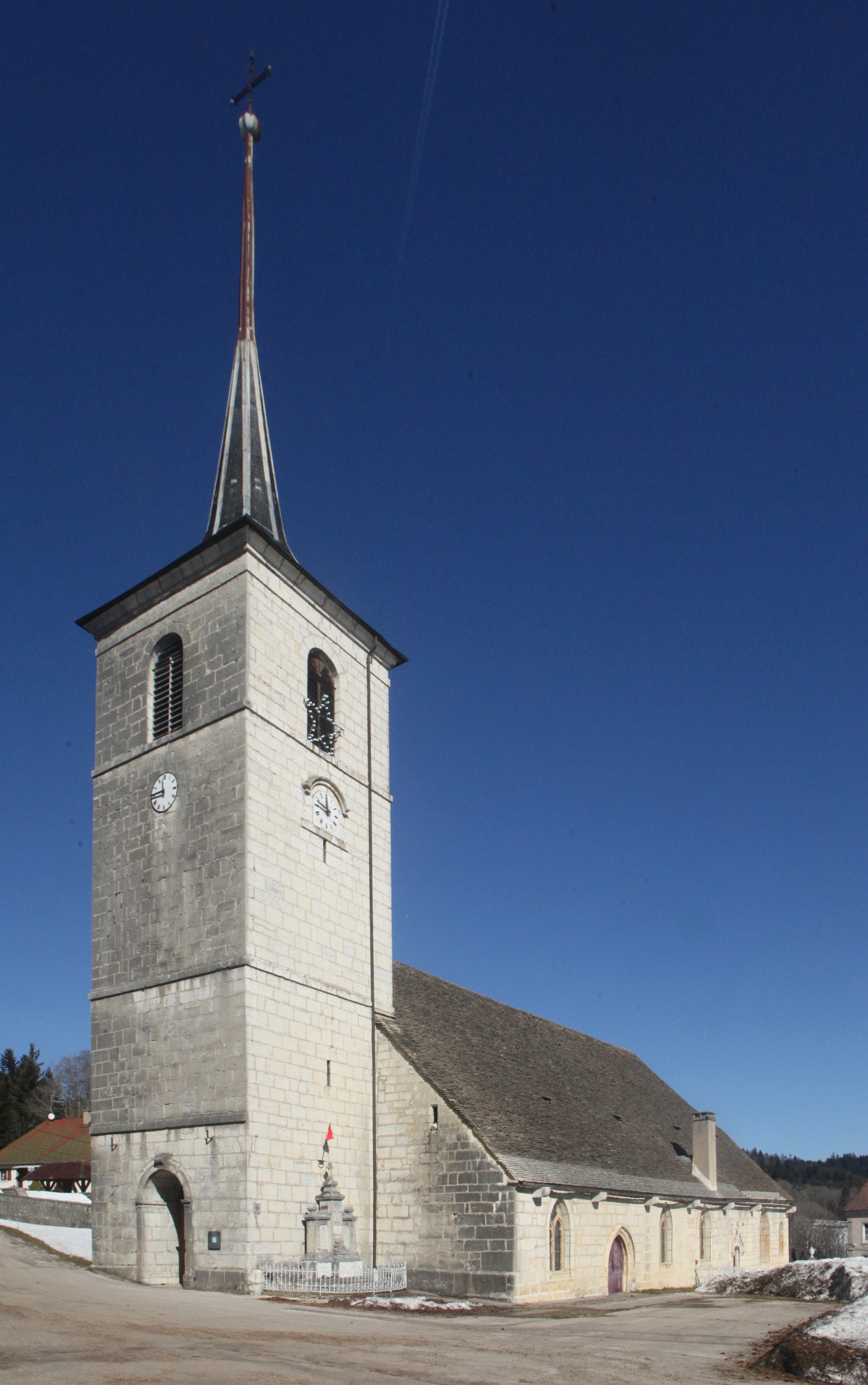
L'église Saint-Georges.
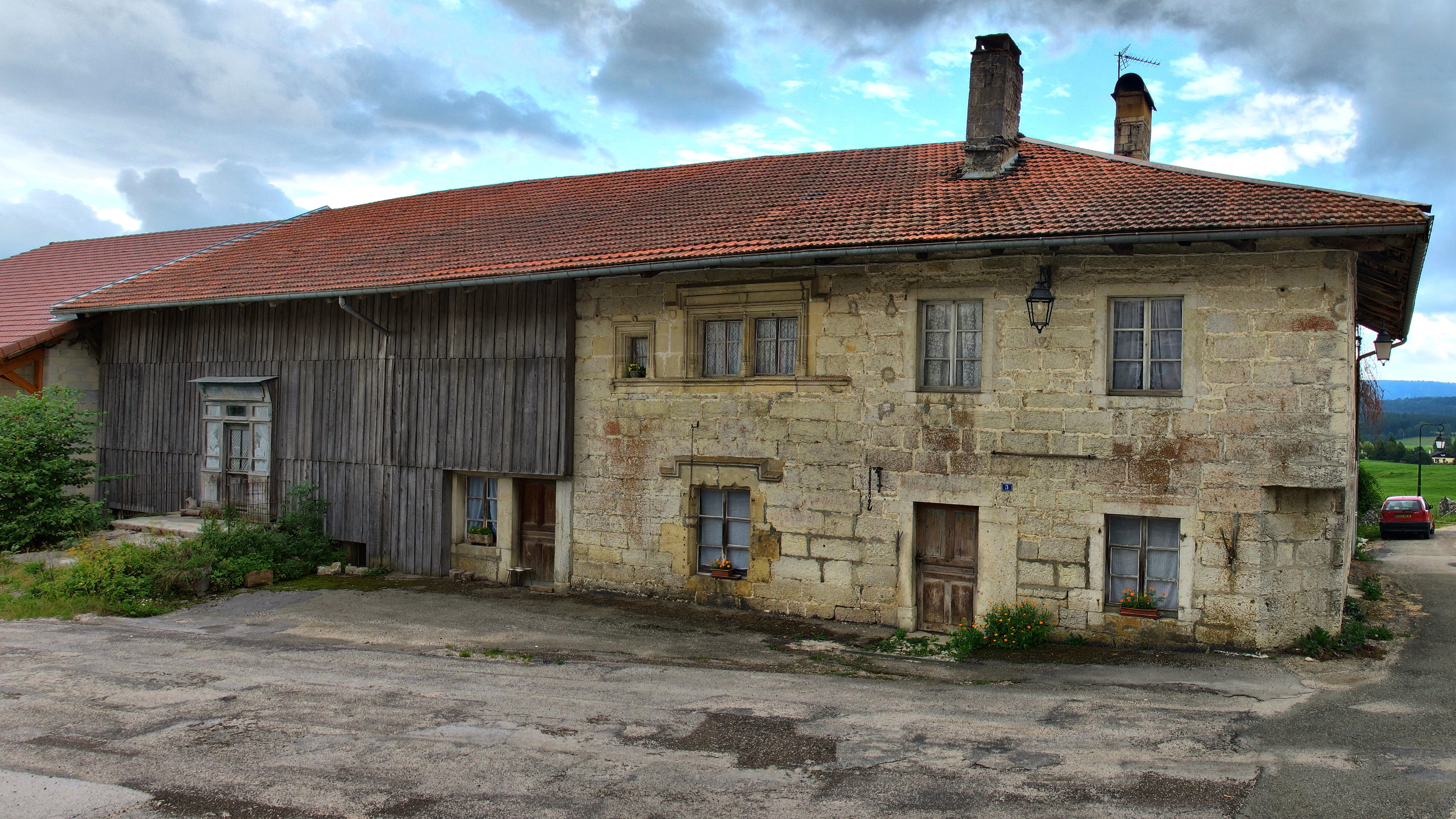
La maison de Justice.
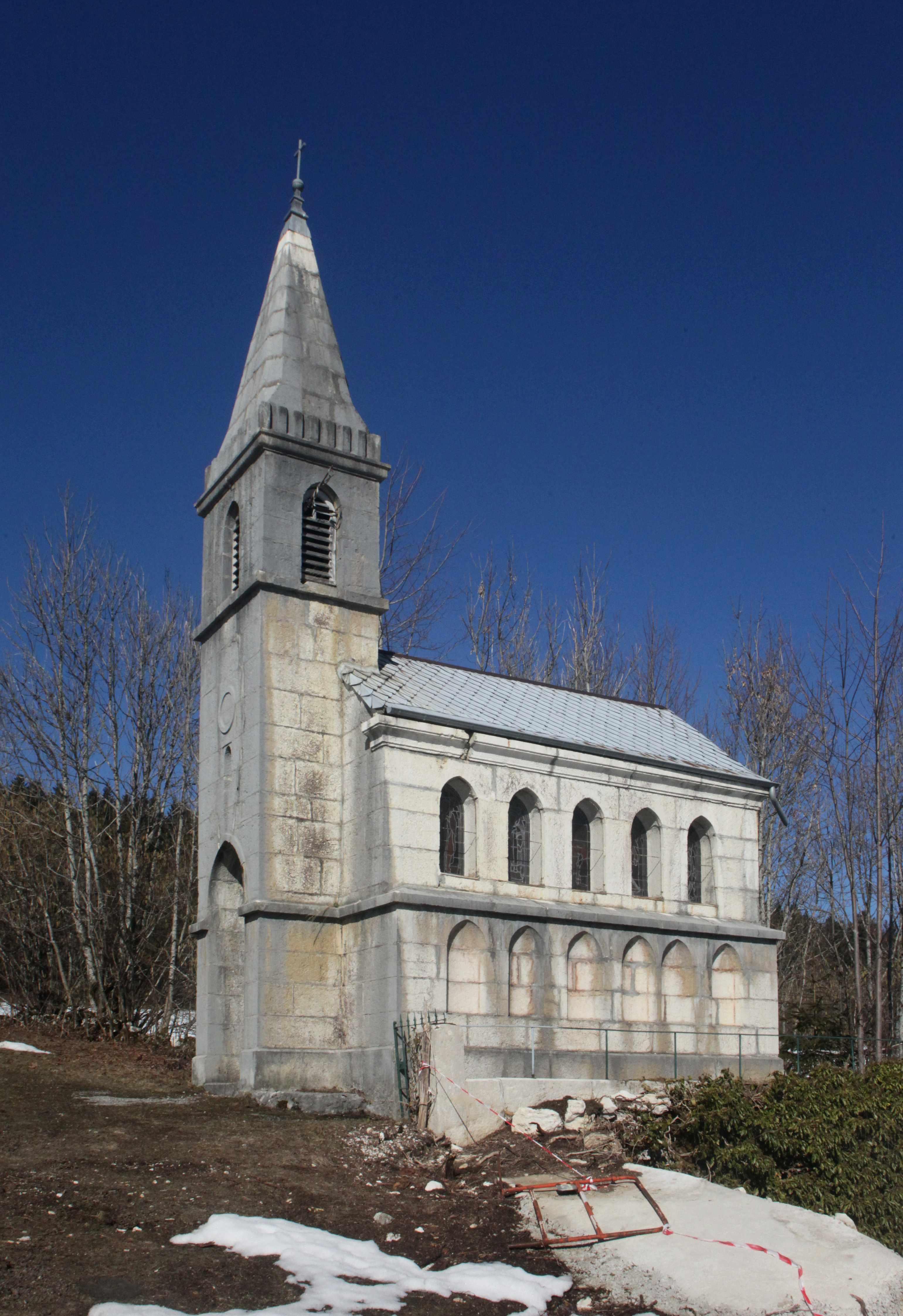
La Chapelle Notre-Dame de Lourdes.
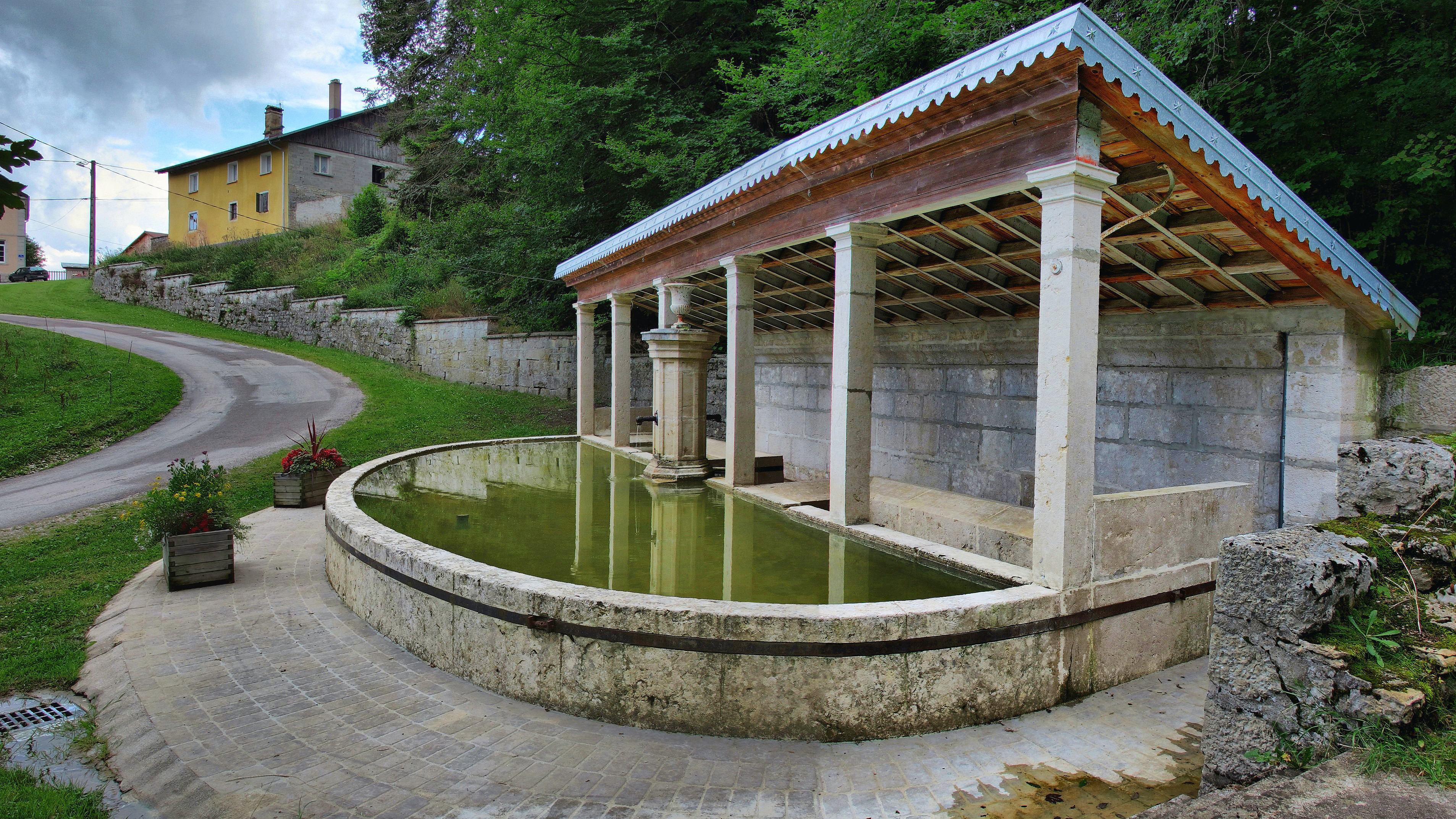
Le lavoir-abreuvoir semi-circulaire.

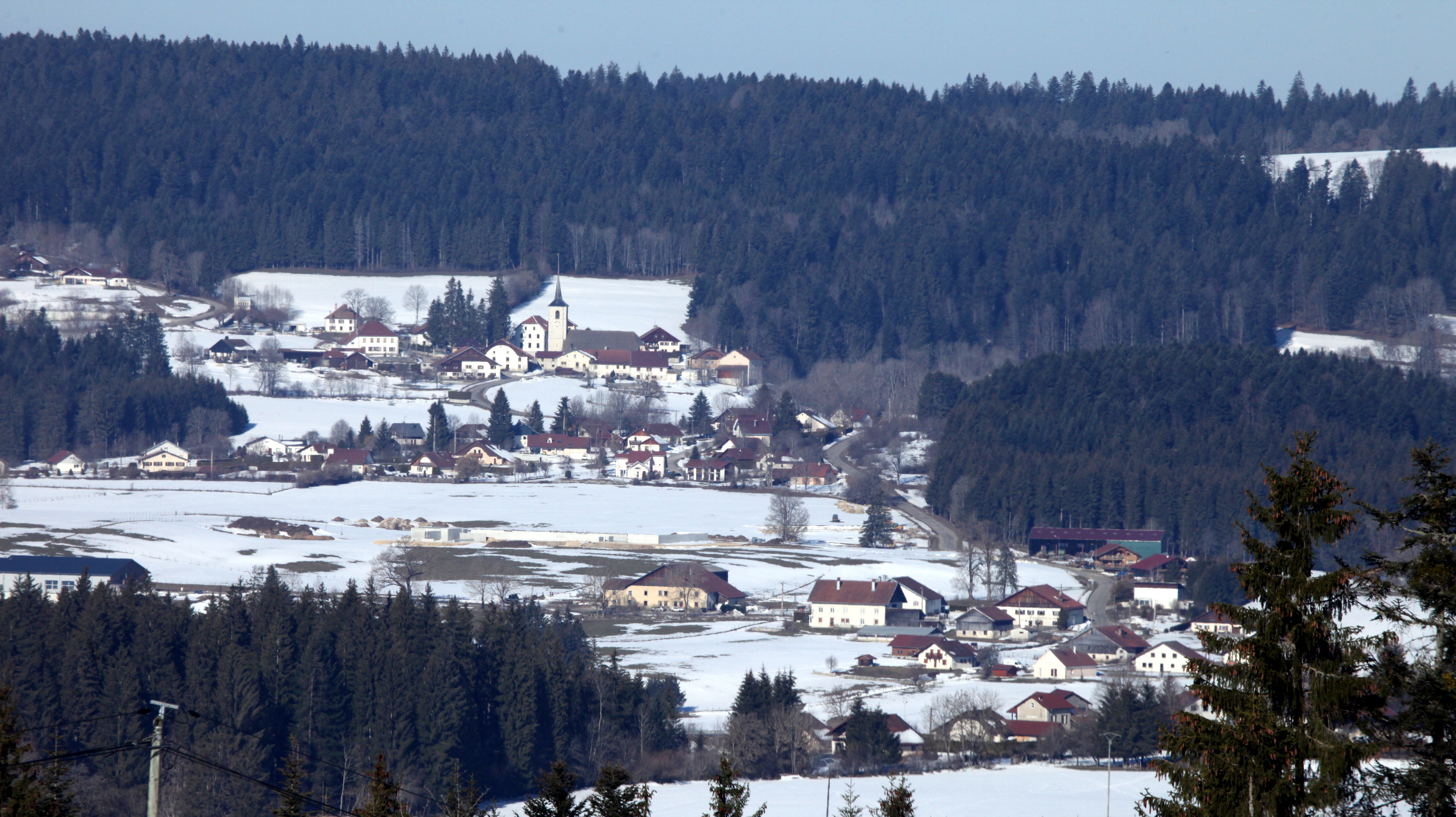
Vue générale.
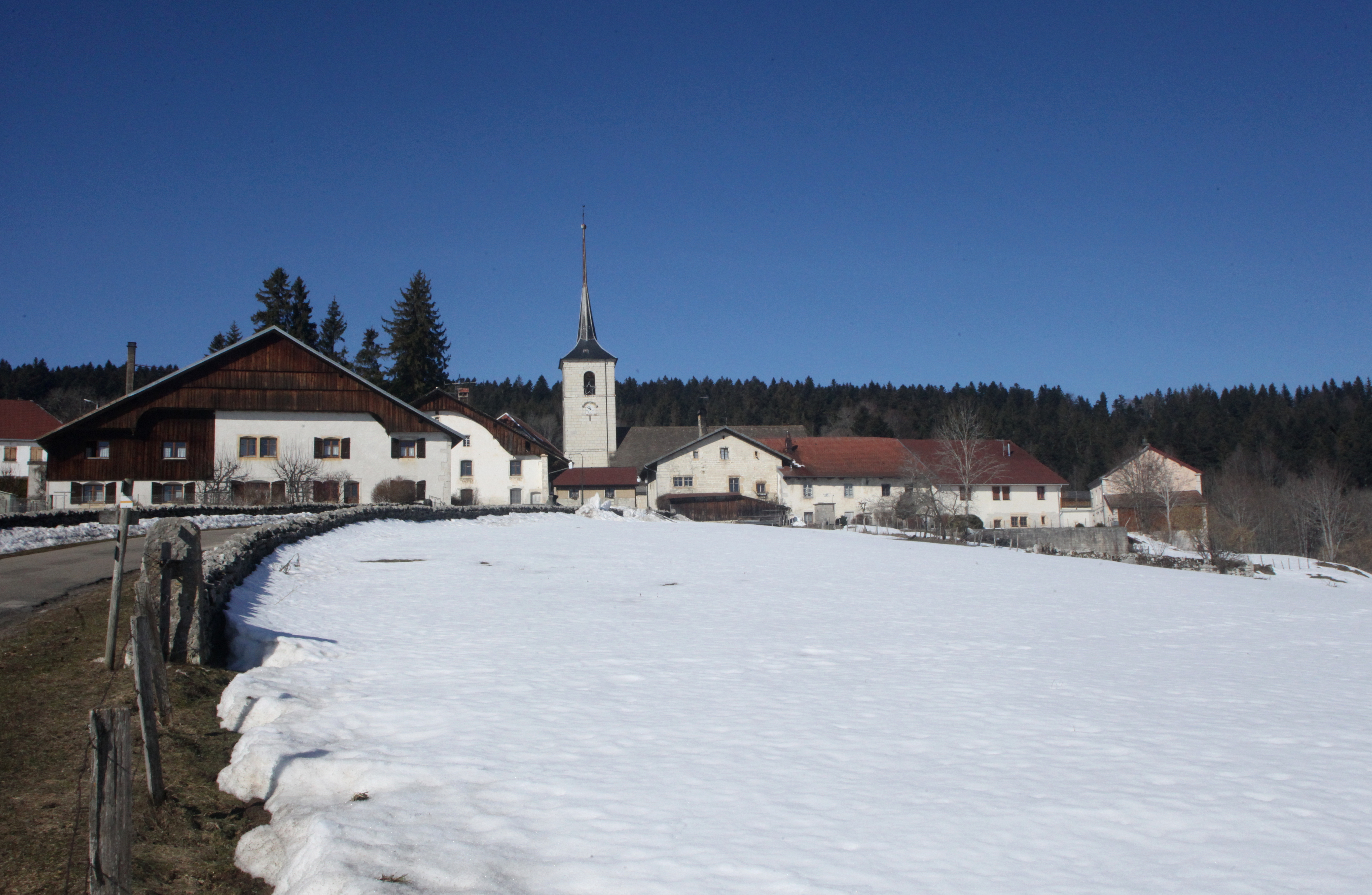
Entrée du village.
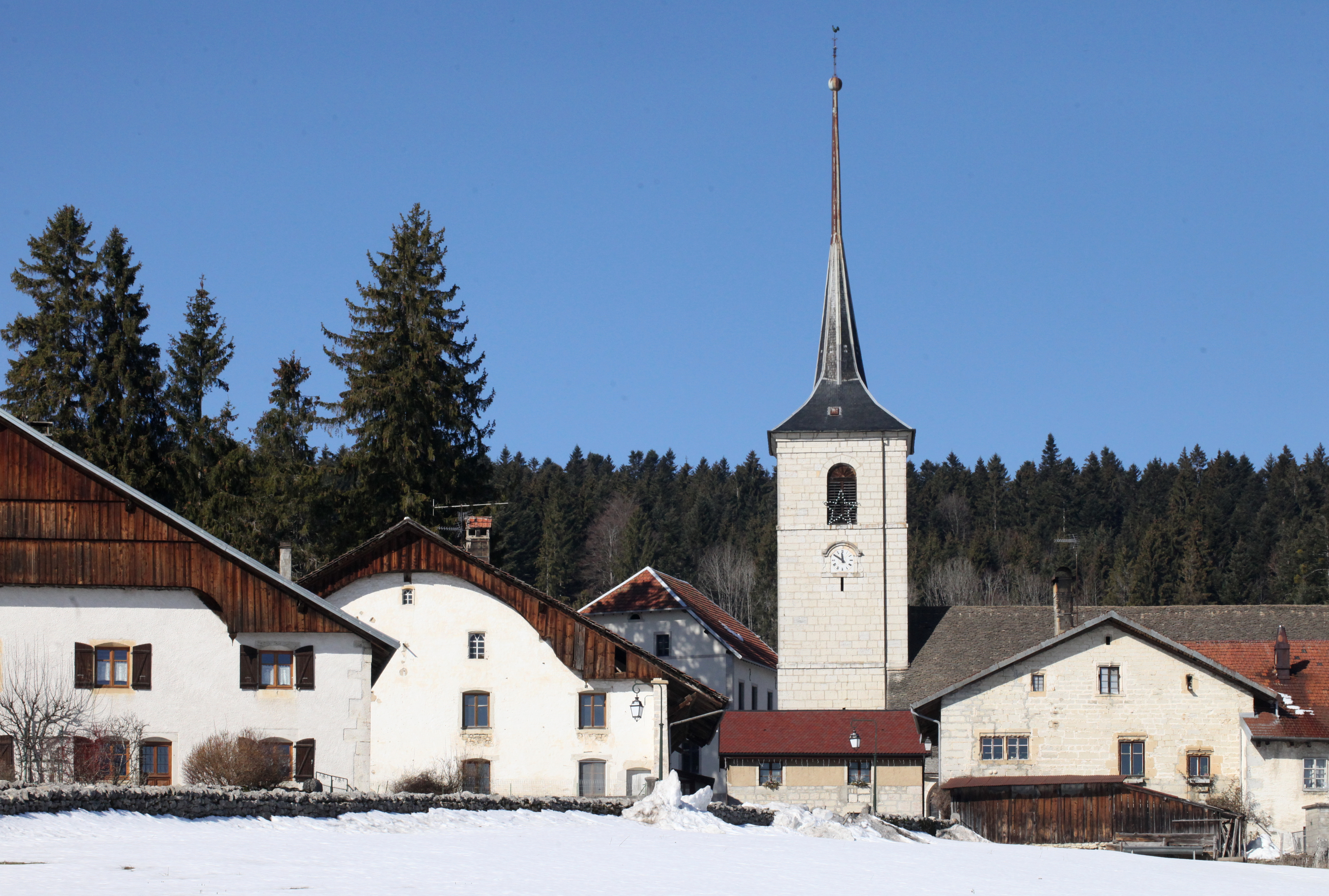
Entrée du village.
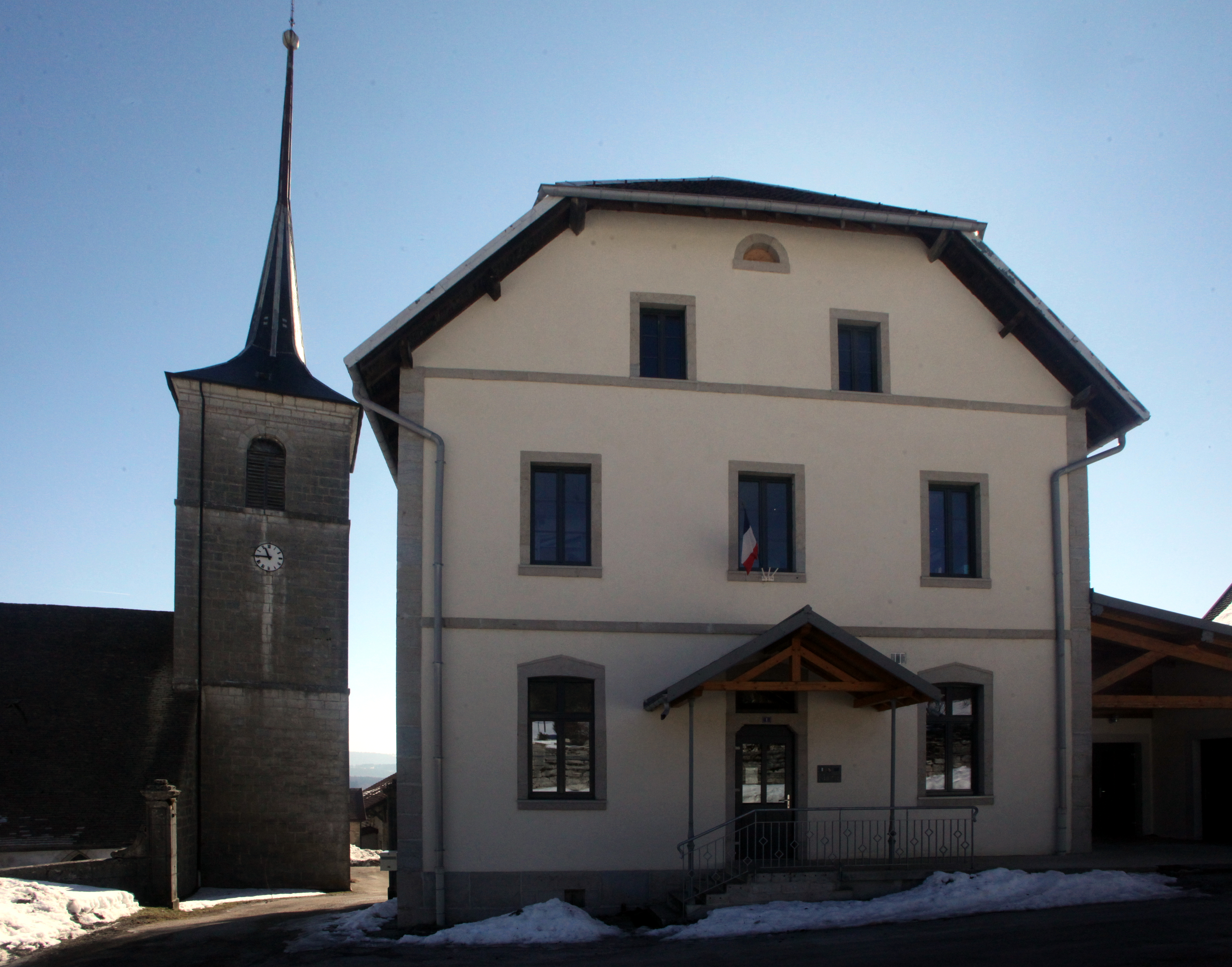
Mairie.

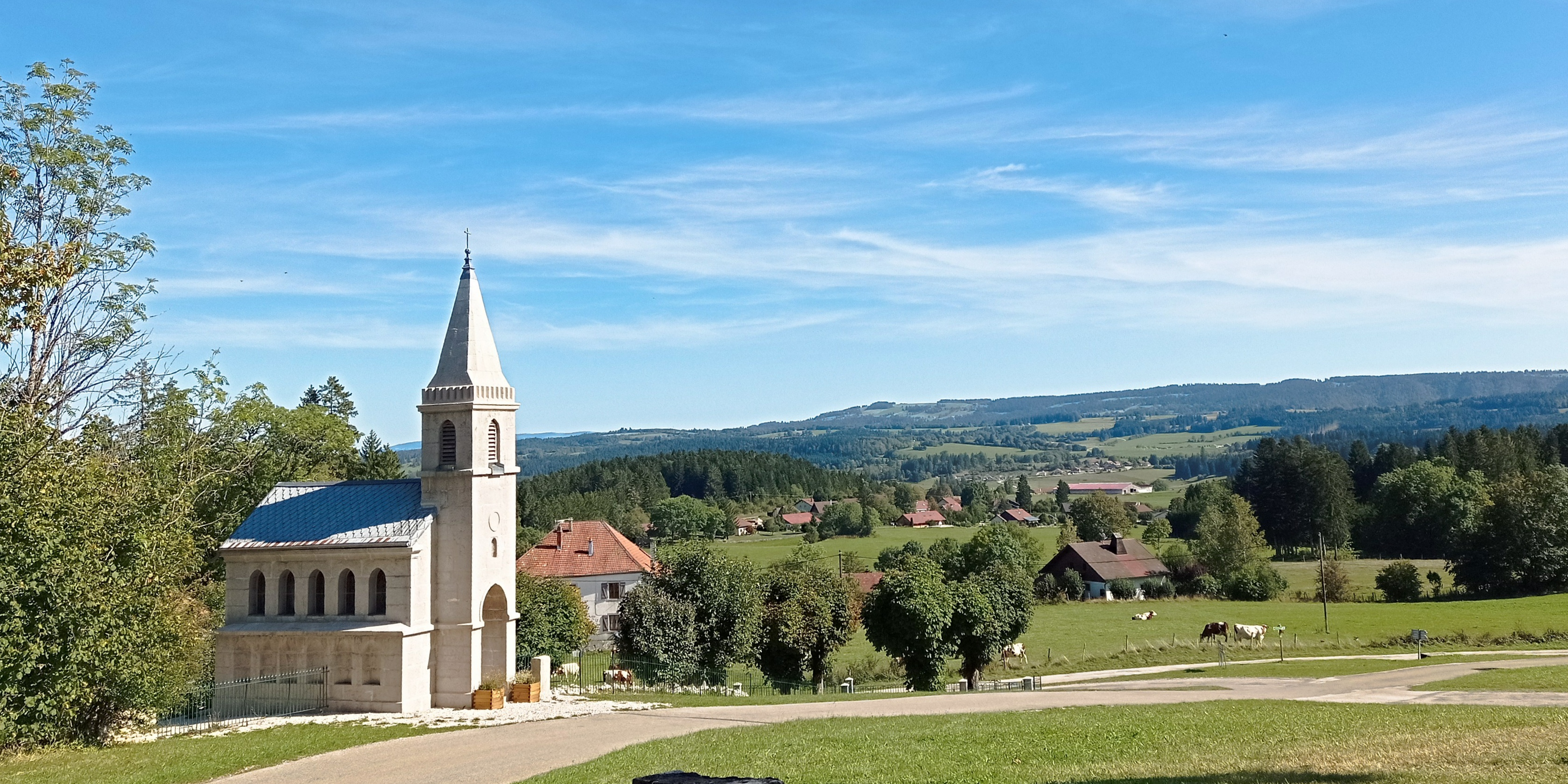
Vue depuis la chapelle du Bizot
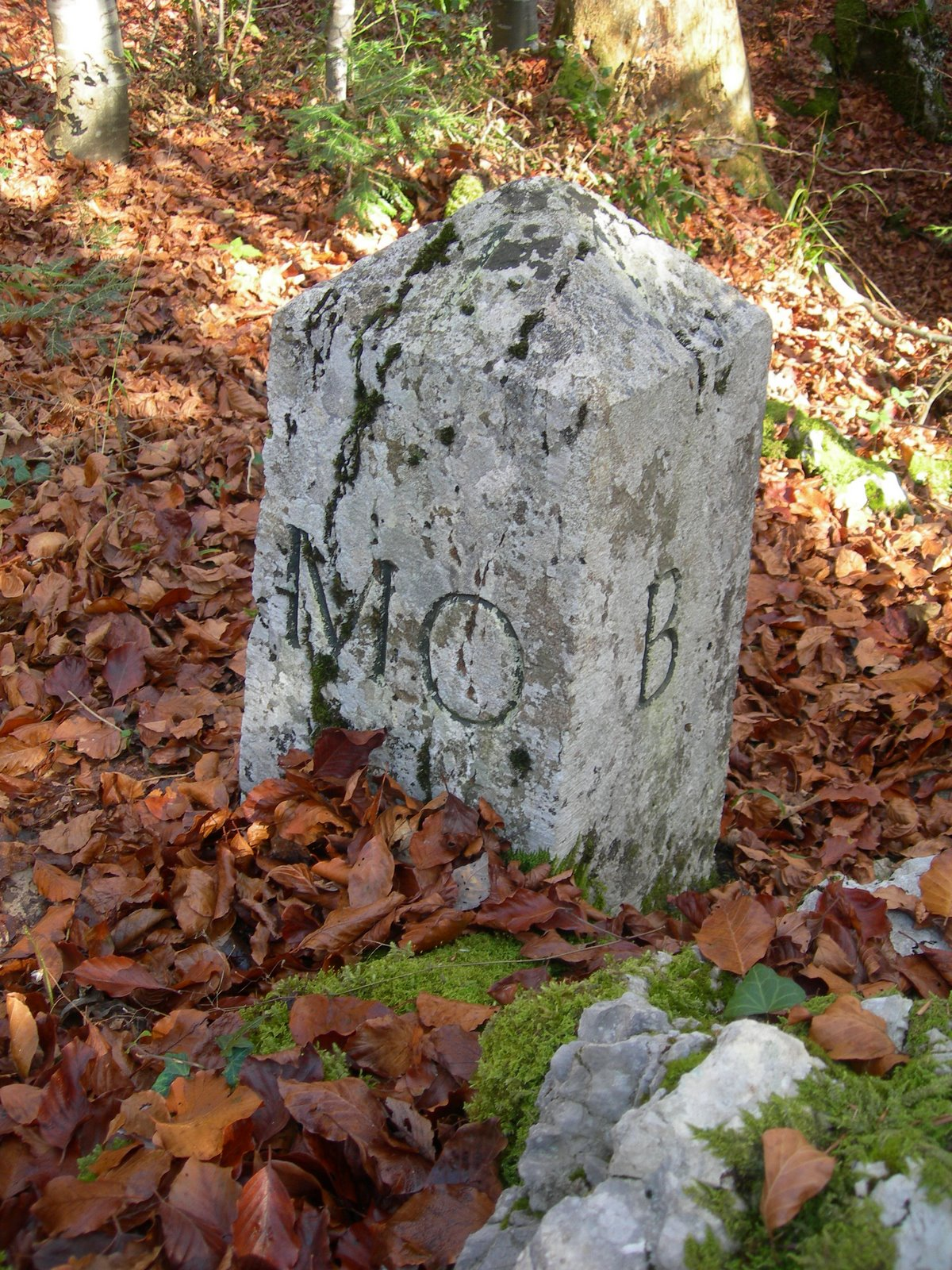
Pierre des quatre communes
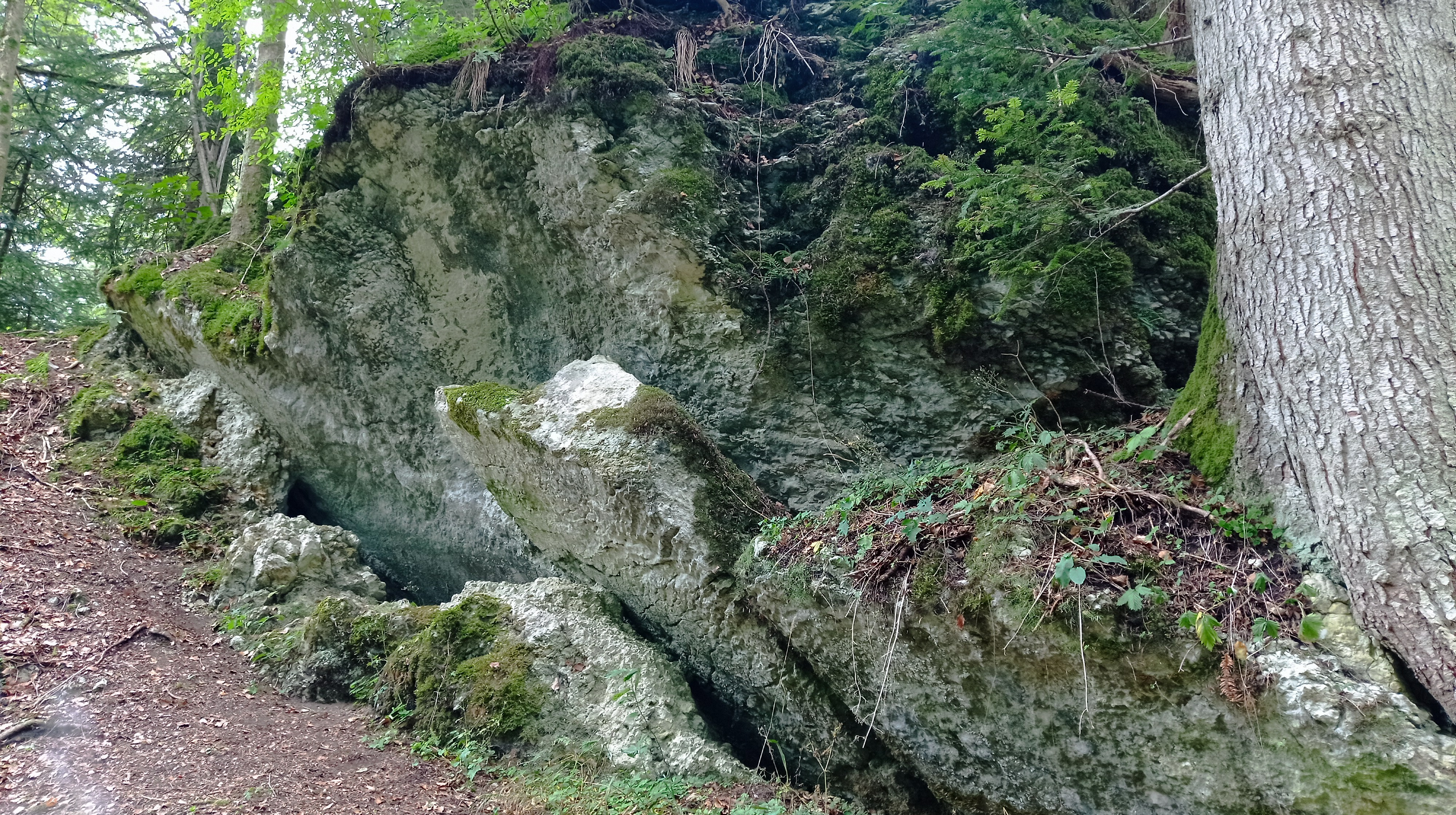
La Roche aux croix
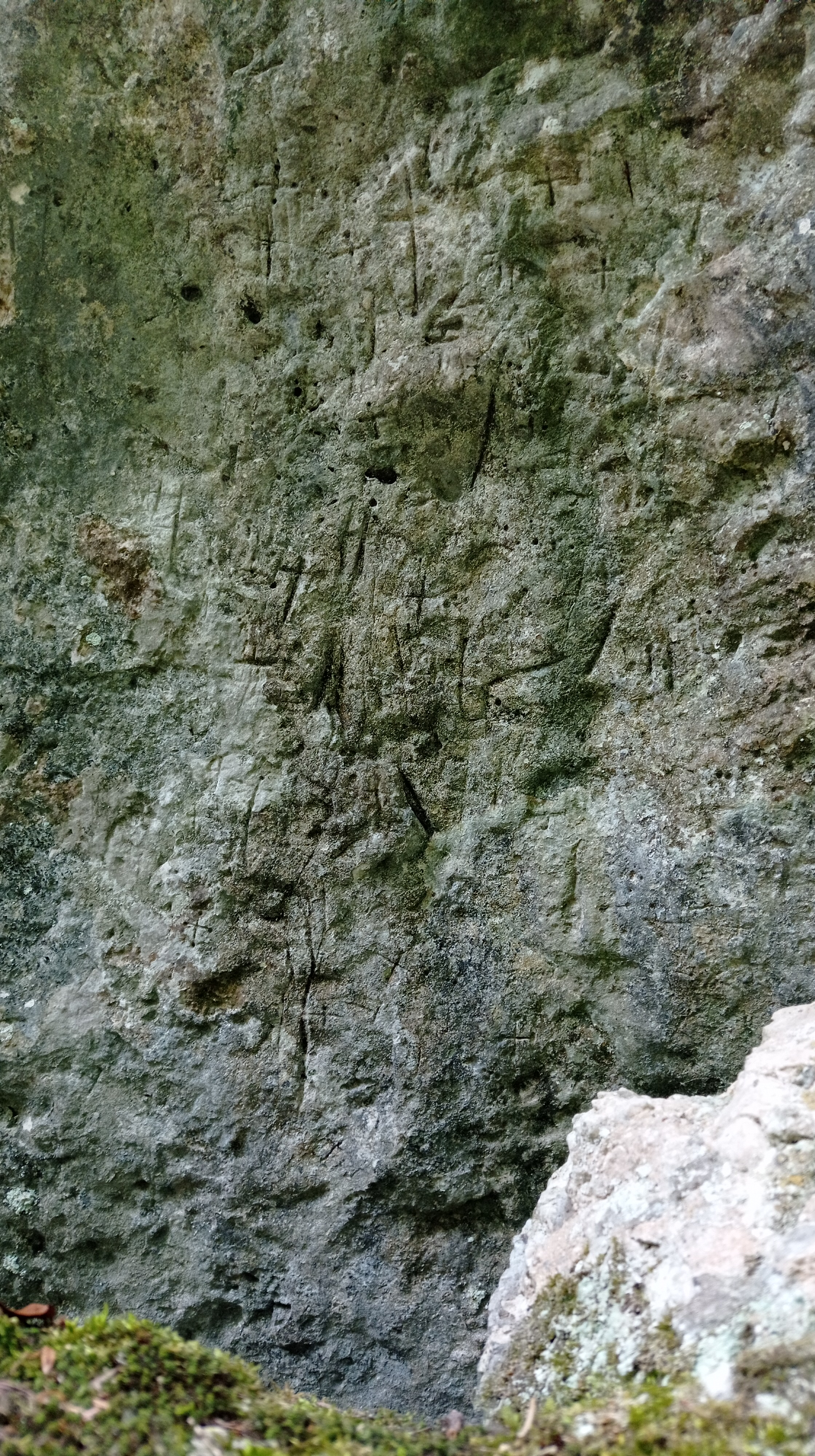
Gravures de la Roche aux croix